# La Grosse Équipe
La Grosse Équipe est une société de production créé en 2005 [source] par Thibaut Valès, Jérémy Michalak, Alexandre Dos Santos (plus connu sous le nom de « Zuméo »). Son siège social est basé à Paris.

## Productions
La Grosse Équipe produit différents genres télévisés : programmes de flux, documentaires, fictions et jeux. L'émission « Les Anges », notamment, en est à sa dixième saison sur NRJ 12. Les autres productions de La Grosse Équipe sont notamment « Hollywood Girls », « Allô Nabilla » et « Face à la bande », 
En 2015, La Grosse Équipe annonce avoir inauguré un partenariat de collaboration avec la société Banijay Group de Stéphane Courbit pour distribuer certaines de ses productions à l'international, puis avec la société d'Ellen DeGeneres pour adapter en France un format américain de caméra cachée.
En septembre 2019, la société Satisfaction (de l'animateur et producteur Arthur) rachète les parts de la société à leurs créateurs.

### Cinéquanon
Cinéquanon, société liée à La Grosse Équipe, produit des reportages, des publicités TV/radio, des web TV, ou des films corporate pour les entreprises, les marques ou les services publics.

## Programmes

### Productions actuelles ou récentes
- NRJ12 : Au Cœur du MMA

### Anciennes productions
- NRJ12 : Hollywood Girls, Allô Nabilla, Coup de jeune à Vegas : Les Ieuvs font leur show, 5 Frenchies, Quand l'Amour s'en mêle, Les Anges 8 Retrouvailles, Les 10 ans de la TNT,  Les Anges, Friends Trip, Les Vacances des Anges, Influences (co-production avec JLA Productions)
- France 2 : Face à la bande
- France 4 : Ma saison à Courchevel, Drôle d'état (avec Jean-Luc Lemoine).
- France 5 : Lucie au pays du soleil levant
- Jimmy : Un monde tout nu, Un monde tout frenchie, Un monde qui s’embrasse (avec Marianne James)
- Gulli : Les mini sosies font leur show, 4 Pattes pour une famille[6].
- TF6 : Les sosies à Hollywood
- Comédie : Les aventures de Christine Bravo, Le QCMmmm !, Rémi Gaillard fait n'importe quoi
- Syfy : Les piégés de Syfy, La battle de l'univers (présentée par Julien Courbet), Bugarach : L'ultime prime time
- MCM : Sexy Carwash
- E! : La star de l'année
- Canal J : Le Big Jump Saisons 1,2,3,4,5,6
- Comédie + : Humour 2.0
- June : Lucie à la conquête de l'Ouest[7]

## Critiques et accueil
La société est plus connue pour ses émissions de télé-réalité comme Les Anges, de qualité "moyenne" mais à forte rentabilité selon certains. Mais elle a surtout participé à des records d'audience pour la chaîne NRJ 12 notamment grâce à la diffusion de l'émission des Anges Pacific Dream (saison 8) et Back to Paradise (saison 9). Guillaume Perrier, directeur général du pôle télévision du groupe NRJ, assure alors que le programme est pleinement satisfaisant. La saison 9 des Anges a par ailleurs contribué à placer la chaîne NRJ 12 première chaîne de France auprès des 15-24 ans, cible favorite de la chaîne, grâce aux multiples records d'audience de l'émission.
Par ailleurs, les Anges rassemblent aussi les téléspectateurs sur Twitter avec plus de 116 000 tweets pour l'ensemble de la saison 8 des Anges, mais aussi en séance de dédicaces où le lancement de la saison a réuni 6 000 personnes. La société serait alors maintenant incontournable dans le monde du divertissement grâce à son large choix d'émissions et leur popularité.

## Sources
- Interview de Thibaut Valès : « Aujourd’hui, on intègre Secret Story pour faire Les Anges », Toutelatélé, 16 avril 2015
- « Nabilla et La Grosse Équipe : toujours des projets », Tout sur la Téléréalité, 11 avril 2015